# Этуаль дю Сахель (баскетбольный клуб)
«Этуаль дю Сахель» — тунисский баскетбольный клуб из города Сус. Выступает в Чемпионате Туниса.

## Достижения
- Чемпионат Туниса по баскетболу (6):

1981, 2007, 2009, 2011, 2012, 2013
- Кубок Туниса по баскетболу (5):

1981, 2011, 2012, 2013, 2016
Финалист (3): 1980, 1982, 2010
- Кубок чемпионов ФИБА Африка (1):

2011
Финалист (1): 2008
- Кубок по баскетболу среди арабских стран (2):

2015, 2016